# 栄町通 (横浜市)
栄町通（さかえちょうどおり）は、神奈川県横浜市鶴見区の地名。現行行政地名は栄町通1丁目から栄町通4丁目（字丁目）。住居表示未実施区域。

## 地理
鶴見区の東部に位置し、東に平安町、南に向井町、川を挟んで西に鶴見中央三丁目、北に菅沢町と接している。

### 河川
- 鶴見川

## 歴史

### 沿革
- 1941年（昭和16年）4月1日 - 潮田町の一部を分離し、栄町通を新設[6]。
- 1962年（昭和37年）4月3日 - 土地区画整理事業に伴い、栄町通の一部を向井町へ編入、菅沢町との境界を変更する[7]。
- 1968年（昭和43年）7月1日 - 矢向・市場地区の住居表示の実施に伴い、栄町通の一部を菅沢町へ編入[8][9]。

## 世帯数と人口
2025年（令和7年）6月30日現在（横浜市発表）の世帯数と人口は以下の通りである。
| 丁目        | 世帯数    | 人口    |
| ----------- | --------- | ------- |
| 栄町通1丁目 | 610世帯   | 1,175人 |
| 栄町通2丁目 | 475世帯   | 1,002人 |
| 栄町通3丁目 | 545世帯   | 1,092人 |
| 栄町通4丁目 | 793世帯   | 1,189人 |
| 計          | 2,423世帯 | 4,458人 |

### 人口の変遷
国勢調査による人口の推移。
| 年                 | 人口  |
| ------------------ | ----- |
| 1995年（平成7年）  | 4,597 |
| 2000年（平成12年） | 4,132 |
| 2005年（平成17年） | 4,125 |
| 2010年（平成22年） | 4,191 |
| 2015年（平成27年） | 4,251 |
| 2020年（令和2年）  | 4,421 |

### 世帯数の変遷
国勢調査による世帯数の推移。
| 年                 | 世帯数 |
| ------------------ | ------ |
| 1995年（平成7年）  | 1,912  |
| 2000年（平成12年） | 1,876  |
| 2005年（平成17年） | 1,932  |
| 2010年（平成22年） | 2,028  |
| 2015年（平成27年） | 2,059  |
| 2020年（令和2年）  | 2,249  |

## 学区
市立小・中学校に通う場合、学区は以下の通りとなる（2024年11月時点）。
| 丁目        | 番・番地等 | 小学校             | 中学校             |
| ----------- | ---------- | ------------------ | ------------------ |
| 栄町通1丁目 | 全域       | 横浜市立潮田小学校 | 横浜市立潮田中学校 |
| 栄町通2丁目 | 全域       | 横浜市立潮田小学校 | 横浜市立潮田中学校 |
| 栄町通3丁目 | 全域       | 横浜市立平安小学校 | 横浜市立市場中学校 |
| 栄町通4丁目 | 全域       | 横浜市立平安小学校 | 横浜市立市場中学校 |

## 事業所
2021年（令和3年）現在の経済センサス調査による事業所数と従業員数は以下の通りである。
| 丁目        | 事業所数  | 従業員数 |
| ----------- | --------- | -------- |
| 栄町通1丁目 | 37事業所  | 251人    |
| 栄町通2丁目 | 28事業所  | 219人    |
| 栄町通3丁目 | 30事業所  | 194人    |
| 栄町通4丁目 | 33事業所  | 175人    |
| 計          | 128事業所 | 839人    |

### 事業者数の変遷
経済センサスによる事業所数の推移。
| 年                 | 事業者数 |
| ------------------ | -------- |
| 2016年（平成28年） | 151      |
| 2021年（令和3年）  | 128      |

### 従業員数の変遷
経済センサスによる従業員数の推移。
| 年                 | 従業員数 |
| ------------------ | -------- |
| 2016年（平成28年） | 958      |
| 2021年（令和3年）  | 839      |

## 施設
- 横浜栄町通郵便局[19]

## その他

### 日本郵便
- 郵便番号 : 230-0038[3]（集配局：鶴見郵便局[20]）

### 警察
町内の警察の管轄区域は以下の通りである。
| 丁目        | 番・番地等 | 警察署     | 交番・駐在所 |
| ----------- | ---------- | ---------- | ------------ |
| 栄町通1丁目 | 全域       | 鶴見警察署 | 潮田交番     |
| 栄町通2丁目 | 全域       | 鶴見警察署 | 潮田交番     |
| 栄町通3丁目 | 全域       | 鶴見警察署 | 市場交番     |
| 栄町通4丁目 | 全域       | 鶴見警察署 | 市場交番     |